# Alexandre Lee
Dae-Jin "Alexandre" Lee (ur. 2 września 1977) – brazylijski judoka. Olimpijczyk z Aten 2004, gdzie odpadł w eliminacjach w wadze ekstralekkiej.
Startował w Pucharze Świata w latach 1997 i 2006-2008. Brązowy medalista igrzysk panamerykańskich w 2007. Piąty na mistrzostwach panamerykańskich w 2002 roku. 

## Letnie Igrzyska Olimpijskie 2004
| Konkurencja | Eliminacje             | Klas. końcowa |
| Konkurencja | Przeciwnik I           | Miejsce       |
| ----------- | ---------------------- | ------------- |
| 60 kg       | Armen Nazaryan (ARM) P | 1 runda       |